# Sector 2 los Cuartos
Sector 2 los Cuartos är en ort i Mexiko.   Den ligger i kommunen Jesús María och delstaten Aguascalientes, i den centrala delen av landet, 400 km nordväst om huvudstaden Mexico City. Sector 2 los Cuartos ligger 1 880 meter över havet och antalet invånare är 101.
Terrängen runt Sector 2 los Cuartos är platt åt sydost, men åt nordväst är den kuperad. Runt Sector 2 los Cuartos är det tätbefolkat, med 459 invånare per kvadratkilometer. Närmaste större samhälle är Aguascalientes, 12,3 km söder om Sector 2 los Cuartos. Trakten runt Sector 2 los Cuartos består till största delen av jordbruksmark.